# Litopeltis calverti
Litopeltis calverti är en kackerlacksart som beskrevs av Rehn, J. A. G. 1928. Litopeltis calverti ingår i släktet Litopeltis och familjen jättekackerlackor.
Artens utbredningsområde är Costa Rica. Inga underarter finns listade i Catalogue of Life.